# Petreu
Petreu (węg. Monospetri) – wieś w Rumunii, w okręgu Bihor, w gminie Abrămuț. W 2011 roku liczyła 1783
mieszkańców.